# Jęczmień zwyczajny
Jęczmień zwyczajny (Hordeum vulgare L.) – gatunek rośliny z rodziny wiechlinowatych. Rozpowszechniona w uprawie roślina zbożowa.

## Rozmieszczenie geograficzne
Rośnie dziko w Afryce Północnej (Egipt, Libia), w Azji Zachodniej (Afganistan, Cypr, półwysep Synaj, Iran, Irak, Izrael, Jordania, Liban, Syria, Turcja), na Kaukazie (Armenia, Azerbejdżan), Azji Środkowej (Kirgistan, Tadżykistan, Turkiestan, Uzbekistan), w Indiach, Pakistanie, Chinach, na Tajwanie. W Europie dziko rośnie tylko na wyspie Kreta. Jako gatunek introdukowany pojawia się w Etiopii, Korei, Australii i Nowej Zelandii. Jest uprawiany w wielu krajach świata.

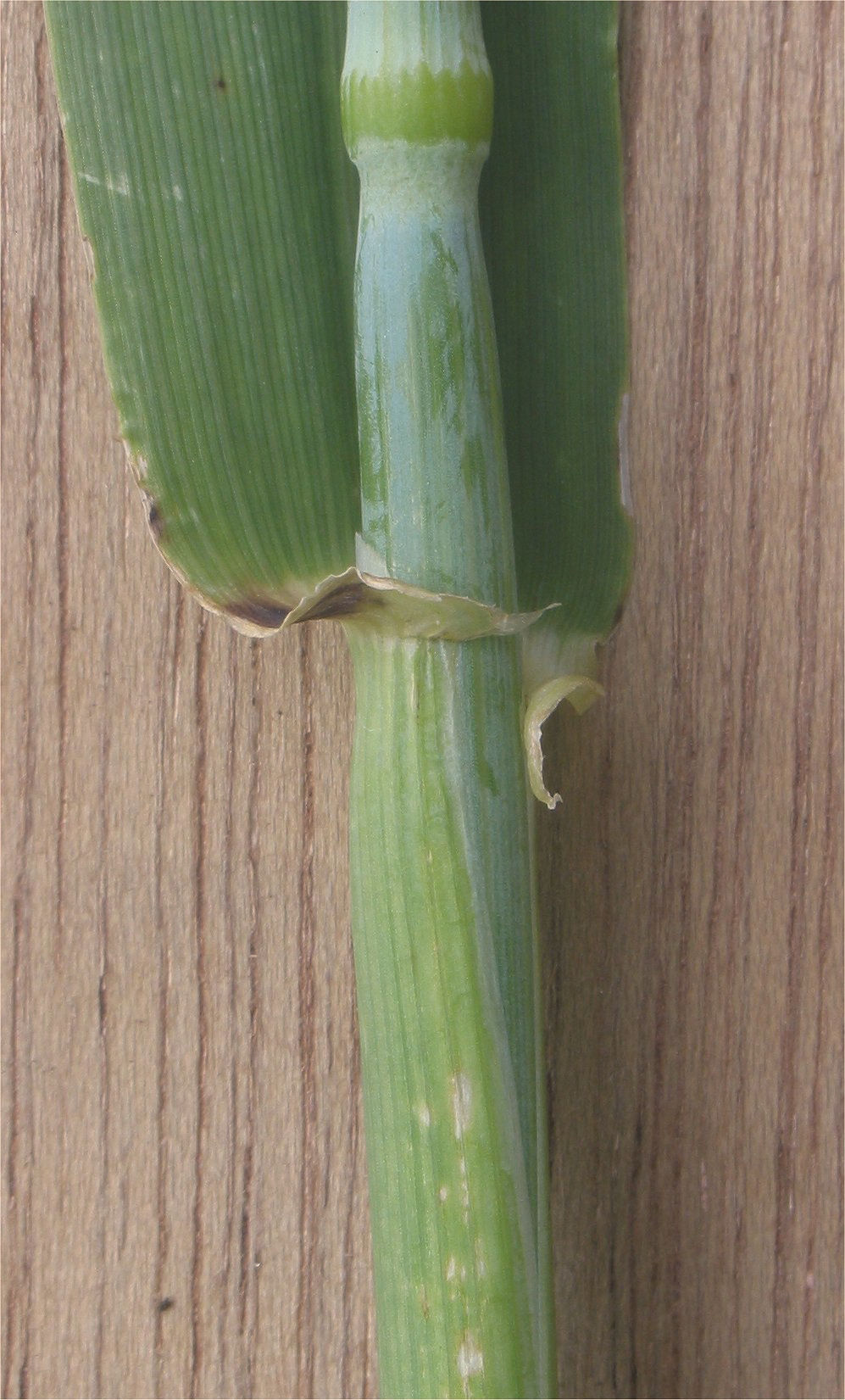
Źdźbło jęczmienia. Na granicy pochwy i blaszki liściowej duże uszka

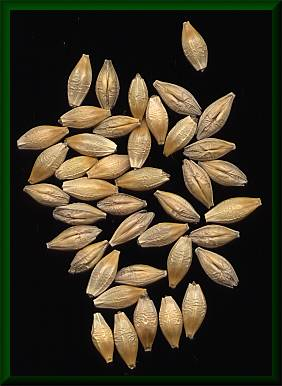
Oplewione ziarniaki jęczmienia

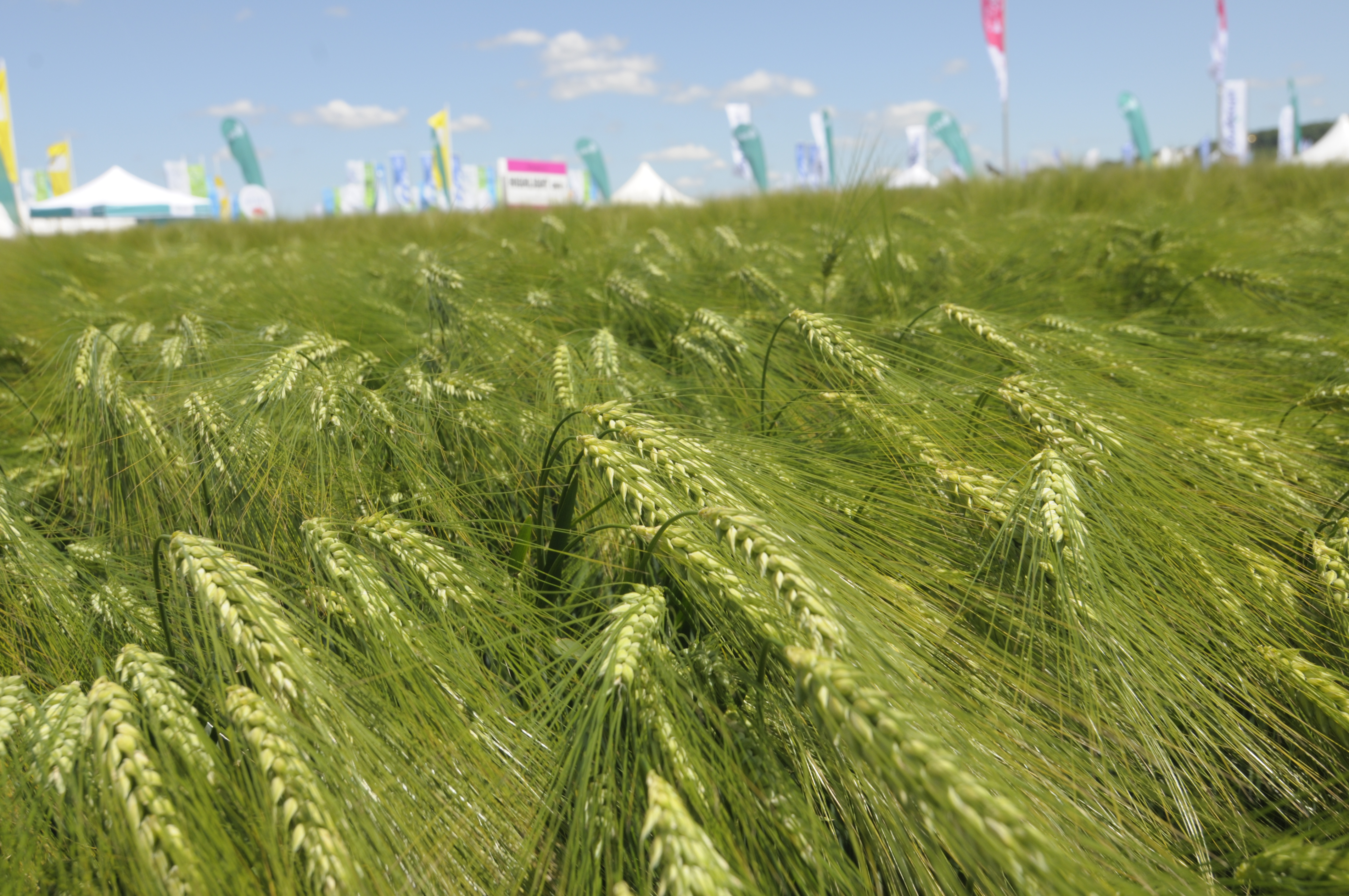
Łan jęczmienia. Ziarno niedojrzałe. Ości zielone

## Morfologia
Roślina jednoroczna dorastająca do wysokości 1 metra. Kłoski boczne, w odróżnieniu od jęczmienia dwurzędowego są płodne, stąd też kłos jest wielorzędowy. Może być 4-rzędowy, gdy środkowe kłoski są silniej przylegające do osi, lub 6-rzędowy, gdy wszystkie kłoski są jednakowo odstające.  Osadka kłosa nie kruszy się, podczas dojrzewania odpadają z niej kłoski. Plewy o tej samej długości co plewki dolne, lub nieco krótsze. W Polsce kwitnie w czerwcu i lipcu.

## Genetyka
17 października 2012 r. tygodnik Nature poinformował, że brytyjscy naukowcy rozszyfrowali genom jęczmienia. Jęczmień jest diploidem o dużym haploidalnym genomie liczącym 5,1 Gpz. Liczbę genów oszacowano na 79379.

## Zastosowanie
- Roślina uprawna, w Azji uprawiana od bardzo dawna. Ziarna odkryto np. w paleolitycznej osadzie w miejscowości Netiw ha-Gedud w Izraelu, pochodzącej z lat 9970-9400 p.n.e. Za czasów biblijnych w Palestynie uprawiano dwa gatunki jęczmienia: jęczmień zwyczajny i dwurzędowy[8].
- Jęczmień ozimy jest gatunkiem o wysokim potencjale plonotwórczym – szacuje się, że w optymalnych warunkach jego plony mogą być zbliżone do tych, które uzyskiwane są w uprawie pszenicy[9].
- Obecnie jest uprawiany głównie do wytwarzania słodu przy produkcji piwa, do wyrobu kaszy i jako roślina paszowa. W Azji wykorzystywany jest również jako zboże chlebowe[10].
- Z palonego ziarna otrzymywana jest kawa zbożowa[10].

## Uprawa
W Polsce uprawiany jest zarówno jęczmień jary i ozimy. Jęczmień jary to roślina ciepłolubna, która powinna być siana, kiedy gleba jest już nieco ogrzana, a temperatura powietrza waha się w okolicach 7-10 stopni Celsjusza. Okres ten przypada zazwyczaj w drugiej połowie marca. Jęczmień ozimy jest natomiast rośliną niezwykle wrażliwą na termin siewu, który przypada pomiędzy 10-25 września. Jęczmień ozimy wrażliwy jest też na niską kulturę gleby, zakwaszenie oraz niedobory magnezu. Ze względu na szybkie dojrzewanie w porównaniu do innych zbóż, omijają go wiosenne susze – wykorzystuje zapasy wody zgromadzone po zimie.

## Udział w kulturze
W  Biblii słowo jęczmień wymienione jest ponad 30 razy, a razem z pszenicą 13 razy. Był wówczas ważnym źródłem pokarmu. W Apokalipsie św. Jana (6,6) wymieniony został jako jeden z plonów, których ceny wzrosną, gdy otwarta zostanie trzecia pieczęć i pojawi się jeździec na czarnym koniu (Głód): „kwarta pszenicy za denara i trzy kwarty jęczmienia za denara”. W Izraelu rolnicy mieli obowiązek przynoszenia dojrzałego snopa jęczmienia w drugim dniu po święcie Paschy. Wymagało to od rolnika specjalnych wysiłków. W tych rejonach, gdzie jęczmień dojrzewa później, musiał pod uprawę jęczmienia wybrać pole żyzne i dobrze nasłonecznione, zaś tam, gdzie dojrzewa wcześniej musiał chronić go przed osypywaniem się ziarna. Zbiór jęczmienia był tak ważny, że dokonywano go nawet w szabat, mimo że w dniu tym obowiązywał zakaz wykonywania jakiejkolwiek pracy. Zbioru dokonywano przed nocą i rankiem niesiono do świątyni. Przed ofiarowaniem jęczmienia nie wolno było spożywać ziarna pochodzącego z tegorocznych zbiorów.